# Women’s Premier Ice Hockey League 1994/95
Die Saison 1994/95 war die 13. Austragung der höchsten englischen Fraueneishockeyliga, die British Women's League. Die Ligadurchführung erfolgte durch die English Ice Hockey Association, den englischen Verband unter dem Dach des britischen Eishockeyverbandes Ice Hockey UK. Der Sieger erhielt den Chairman’s Cup.

## Modus
Die Oxford City Rockets, die in den letzten sieben Jahren sechs Mal den Titel gewannen – einmal holten sie „nur“ Silber – nahmen ab dieser Saison nicht mehr an der höchsten Fraueneishockeyliga teil. Es gab keinen Nachrücker, so dass diese Saison mit sieben Mannschaften gestartet wurde. Für die aus der Liga ebenfalls ausgeschiedenen Dundee Royals trat in dieser Saison die Mannschaft der Guildford Lightning an. Damit nahmen an der Britischen Fraueneishockeyliga nur noch englische Mannschaften teil. 
Nach einer Einfachrunde aller Mannschaften (mit Hin- und Rückspiel) erreichten die besten vier die Finalrunde.

## Hauptrunde
| Platz | Mannschaft                 | Spiele | S  | U | N  | Tore  | Punkte |
| ----- | -------------------------- | ------ | -- | - | -- | ----- | ------ |
| 1.    | Sunderland Scorpions       | 14     | 11 | 1 | 2  | 64:24 | 23     |
| 2.    | Slough Phantoms            | 14     | 10 | 1 | 3  | 44:22 | 21     |
| 3.    | Bracknell Queen Bees (M)   | 14     | 10 | 1 | 3  | 47:19 | 21     |
| 4.    | Guilford Lightning (N)     | 14     | 7  | 1 | 6  | 41:19 | 15     |
| 5.    | Nottingham Vipers          | 14     | 4  | 1 | 9  | 29:47 | 9      |
| 6.    | Swindon Topcats            | 14     | 3  | 2 | 9  | 39:52 | 8      |
| 7.    | Telford Wrekin Raiders (N) | 14     | 2  | 4 | 8  | 21:41 | 8      |
| 8.    | Durham Dynamites           | 14     | 3  | 1 | 10 | 21:68 | 7      |

### Beste Scorerinnen
| Spieler         | Mannschaft                         | Spiele | Tore | Assists | Punkte | Straf- minuten |
| --------------- | ---------------------------------- | ------ | ---- | ------- | ------ | -------------- |
| Teresa Lewis    | Sunderland Scorpions               | 14     | 23   | 9       | 32     | 2              |
| Kim Strongman   | Guilford Lightning                 | 14     | 22   | 5       | 27     | 18             |
| Lynsey Emmerson | Sunderland Scorpions               | 14     | 18   | 8       | 26     | 18             |
| Claire Pannell  | Bracknell Queen Bees               | 14     | 10   | 8       | 18     | 16             |
| Lisa Davis      | Bracknell Queen Bees               | 14     | 15   | 2       | 17     | 2              |
| Debbie Palmer   | Swindon Top Cats                   | 6      | 13   | 3       | 16     | 34             |
| Julie Biles     | Guilford Lightning Slough Phantoms | 14     | 8    | 7       | 15     | 34             |
| Cathy Fry       | Swindon Top Cats                   | 14     | 4    | 11      | 15     | 12             |
| Heather Bruning | Bracknell Queen Bees               | 14     | 8    | 6       | 14     | 0              |
| Sarah Burton    | Swindon Top Cats                   | 12     | 7    | 7       | 14     | 26             |

### Beste Torhüterinnen
| Spieler        | Mannschaft                                | Sp | Min | SaT | GT | GTS  |
| -------------- | ----------------------------------------- | -- | --- | --- | -- | ---- |
| Karen Hare     | Bracknell Queen Bees                      | 8  | 340 | 132 | 8  | 1,06 |
| Jane Hewison   | Sunderland Scorpions                      | 6  | 201 | 100 | 5  | 1,13 |
| Emma Bowles    | Sunderland Scorpions Bracknell Queen Bees | 10 | 379 | 153 | 15 | 1,59 |
| Gillian Barton | Guilford Lightning Slough Phantoms        | 9  | 381 | 153 | 15 | 1,77 |

## Final Four
Bis auf das Finalergebnis sind keine Informationen über das Finalturnier bekannt. Die Halbfinalpaarungen und -sieger ergeben sich von selbst.

### Halbfinale
| 1995 | Sunderland Scorpions | -:- | Bracknell Queen Bees |  |

| 1995 | Slough Phantoms | -:- | Guilford Lightning |  |

### Finale
| 1995 | Sunderland Scorpions | 4:2 | Guilford Lightning |  |

## Relegation
| 1995 | Durham Dynamites | -:- | Sheffield Shadows |  |

## Division 1
Die Women's National Ice Hockey League ist nach der Premier League die zweite Stufe der englischen Fraueneishockeyliga. In ihr ist die Division 1 die höchste Klasse. Sie ist in eine Nord- und eine Südgruppe gegliedert.
In der Aufstiegsqualifikation konnte sich die Mannschaft der Sheffield Shadows durchsetzen und erreichte den Aufstieg.
| North | North                 | North  | North | North  | North    | North | North  |
| ----- | --------------------- | ------ | ----- | ------ | -------- | ----- | ------ |
| Platz | Mannschaft            | Spiele | Siege | Unent. | Niederl. | Tore  | Punkte |
| 1.    | Sheffield Shadows     | 8      | 8     | 0      | 0        | 56:14 | 16     |
| 2.    | Humberside            | 8      | 5     | 0      | 3        | 33:17 | 10     |
| 3.    | Solihull Vixens       | 8      | 4     | 0      | 4        | 30:28 | 8      |
| 4.    | Whitley Bay Squaws    | 8      | 2     | 1      | 5        | 23:43 | 5      |
| 5.    | Milton Keynes Falcons | 8      | 0     | 1      | 7        | 08:48 | 1      |

| South | South                      | South  | South | South  | South    | South | South  |
| ----- | -------------------------- | ------ | ----- | ------ | -------- | ----- | ------ |
| Platz | Mannschaft                 | Spiele | Siege | Unent. | Niederl. | Tore  | Punkte |
| 1.    | Chelmsford Cobras          | 8      | 8     | 0      | 0        | 90:06 | 16     |
| 2.    | Cardiff Comets             | 8      | 6     | 0      | 2        | 29:33 | 12     |
| 3.    | Oxford City Midnight Stars | 8      | 3     | 1      | 4        | 28:46 | 7      |
| 4.    | Romford Nighthawks         | 8      | 2     | 1      | 5        | 13:32 | 5      |
| 5.    | Basingstoke Bisons Ladies  | 8      | 0     | 0      | 8        | 10:52 | 0      |